# 유충 (조공왕)
조공왕 유충(趙共王 劉充, ? ~ 기원전 10년)은 중국 전한의 황족 · 제후왕으로, 조왕이다. 조애왕 유고의 아들이다.
아버지가 지절 4년(기원전 66년)에 왕이 되고 2달 만에 죽자 뒤를 이어 조왕이 됐고, 조공왕 56년(기원전 10년)에 죽어 아들 조왕 유은이 뒤를 이었다.

## 가계
- 조애왕 유고
  - 조공왕 유충
    - 조왕 유은
    - 안국후 유길
    - 양향후 유교
    - 양향경후 유복
    - 용향희후 유강
    - 온향후 유고

모두 수화 원년(기원전 8년) 6월 병인일에 봉해졌다.